# Aidan Heslop
Aidan Heslop (Chelmsford, 18 aprile 2002) è un tuffatore britannico specializzato nelle grandi altezze.

## Biografia
Ha vinto la medaglia d'oro ai campionati mondiali di nuoto di Doha 2024.

## Palmarès
- Mondiali

Doha 2024: oro nei tuffi dalle grandi altezze.

## Riconoscimenti
- Atleta dell'anno World Aquatics: 2022, 2024